# Міхалув (гміна Почесна)
Міхалув (пол. Michałów) — село в Польщі, у гміні Почесна Ченстоховського повіту Сілезького воєводства.
Населення — 288 осіб (2011).
У 1975-1998 роках село належало до Ченстоховського воєводства.

## Демографія
Демографічна структура станом на 31 березня 2011 року:
|          | Загалом | Допрацездатний вік | Працездатний вік | Постпрацездатний вік |
| -------- | ------- | ------------------ | ---------------- | -------------------- |
| Чоловіки | 137     | 27                 | 97               | 13                   |
| Жінки    | 151     | 33                 | 95               | 23                   |
| Разом    | 288     | 60                 | 192              | 36                   |